# Arboretum de Craonne
El Arboreto de Craonne ( en francés: Arboretum de Craonne) es un Arboreto de 7 Hectáreas de extensión, ubicado en los terrenos que ocupaba la antigua localidad de Craonne totalmente devastada en la Primera Guerra Mundial, se encuentra junto a la nueva Craonne, Francia.

## Localización
El arboreto se encuentra en las afueras del nuevo Craonne.
Arboretum de Craonne Craonne, Département de Aisne, Picardie, France-Francia.
Planos y vistas satelitales.49°26′35.02″N 3°47′11.98″E / 49.4430611, 3.7866611
Está abierto a diario en los meses cálidos del año. La entrada es gratuita.

## Historia
El 31 de agosto de 1914, el 5º Ejército francés estableció su cuartel general en la ciudad, el  "petit château".
Craonne adquiere una trágica notoriedad en la Primera Guerra Mundial. En 1914, después de la Primera batalla del Aisne, la localidad está ocupada y su población se desplaza: la localidad está de hecho en la primera línea de batalla.
Con la ofensiva Nivelle, el pueblo fue arrasado en la primavera de 1917 por los bombardeos masivos: 5000000 proyectiles cayeron en el Chemin des Dames entre el 6 y el 16 de abril de 1917. 

Los combates son terribles en esta ofensiva de la 1.ª División de Infantería que sube al asalto se queda bloqueada en las cuevas de Craonne.
A continuación, el 4 de mayo, una segunda ofensiva fue lanzada por la 36.ª división de infantería que conduce a la recuperación de Craonne y al avance en la meseta California.

El arboreto fue plantado en el sitio de la antigua localidad de Craonne, totalmente devastada por la artillería francesa entre abril y mayo de 1917 y sirve como monumento conmemorativo de la localidad. Su paisaje de cráteres es un recordatorio de la destrucción extrema de la guerra.
En las cercanías del nuevo Craonne se encuentra el Arboretum de Craonne que está inscrito como Monumento Histórico de Francia.
Algunos detalles en el "Arboretum de Craonne".

Detalles
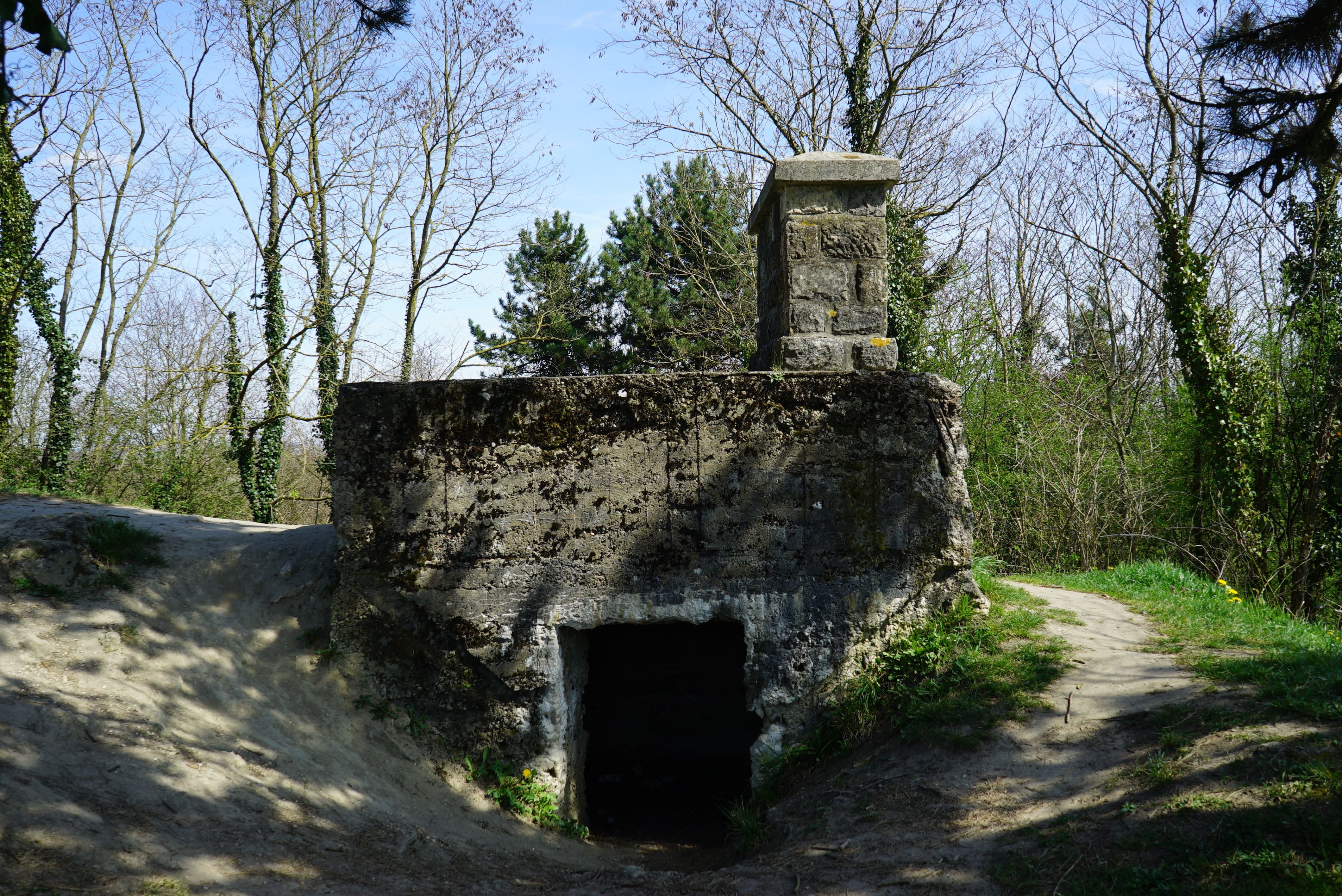
Bunker en Craonne.
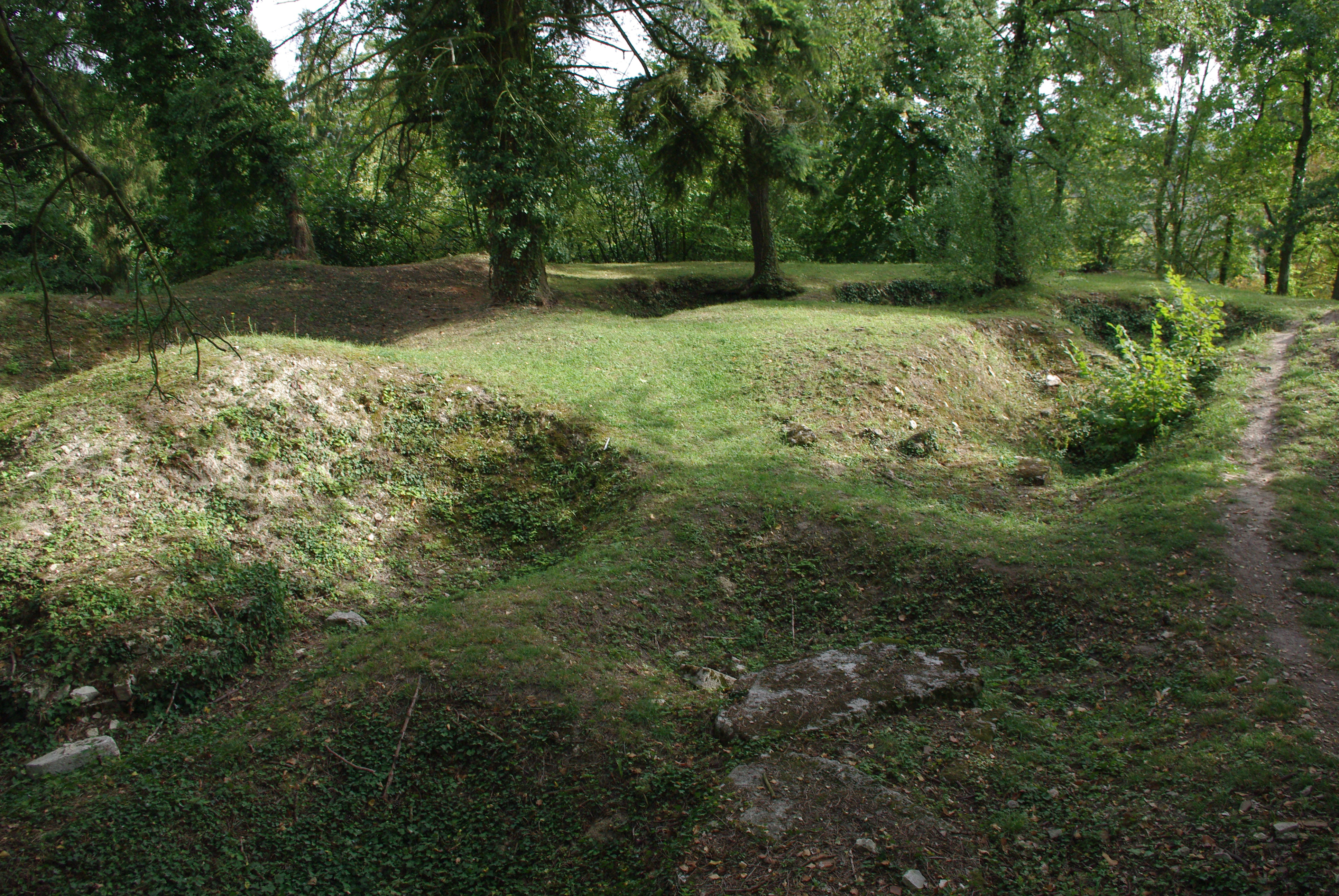
La iglesia de San Martín del antiguo Craonne.
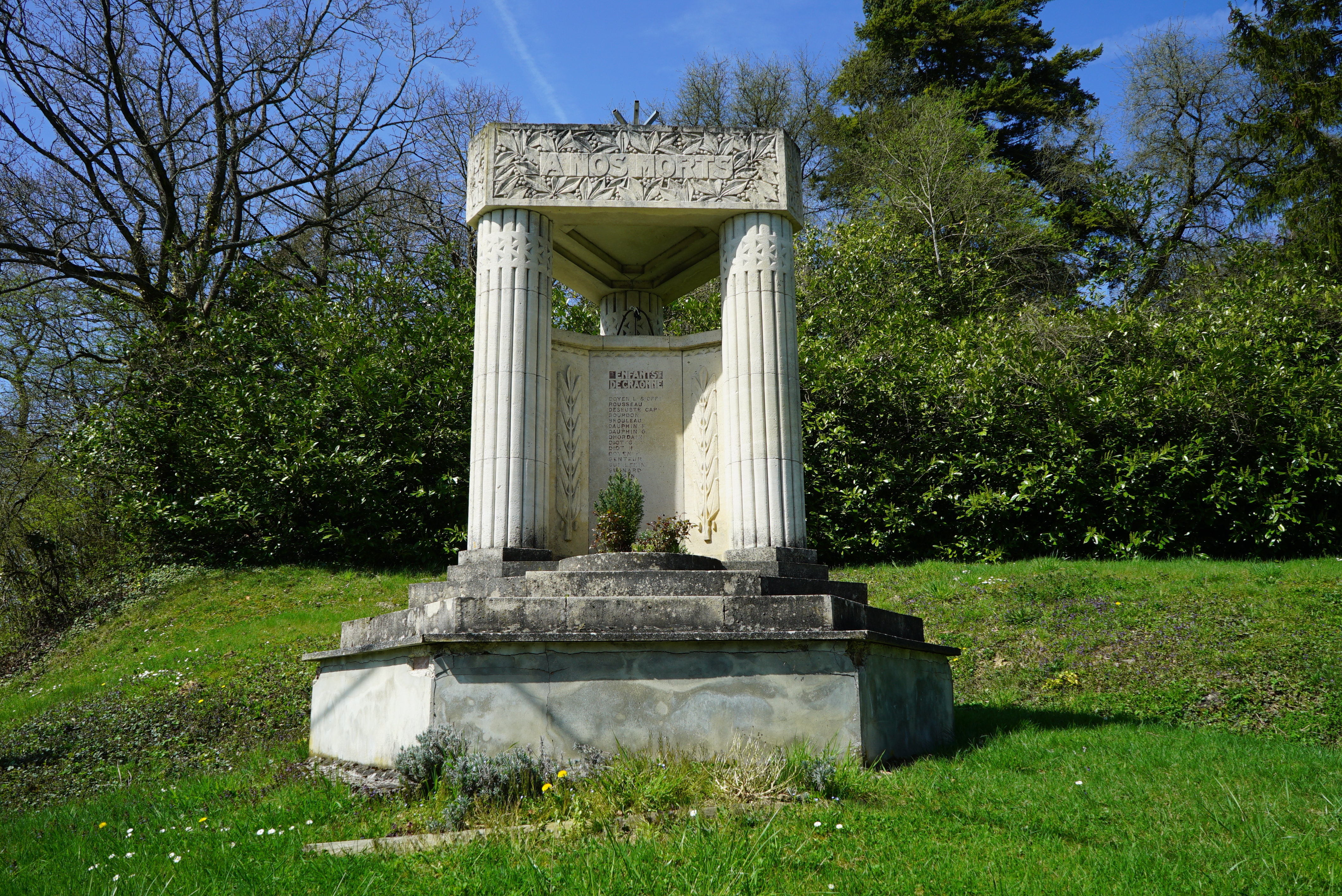
Monumento a los muertos de Craonne.
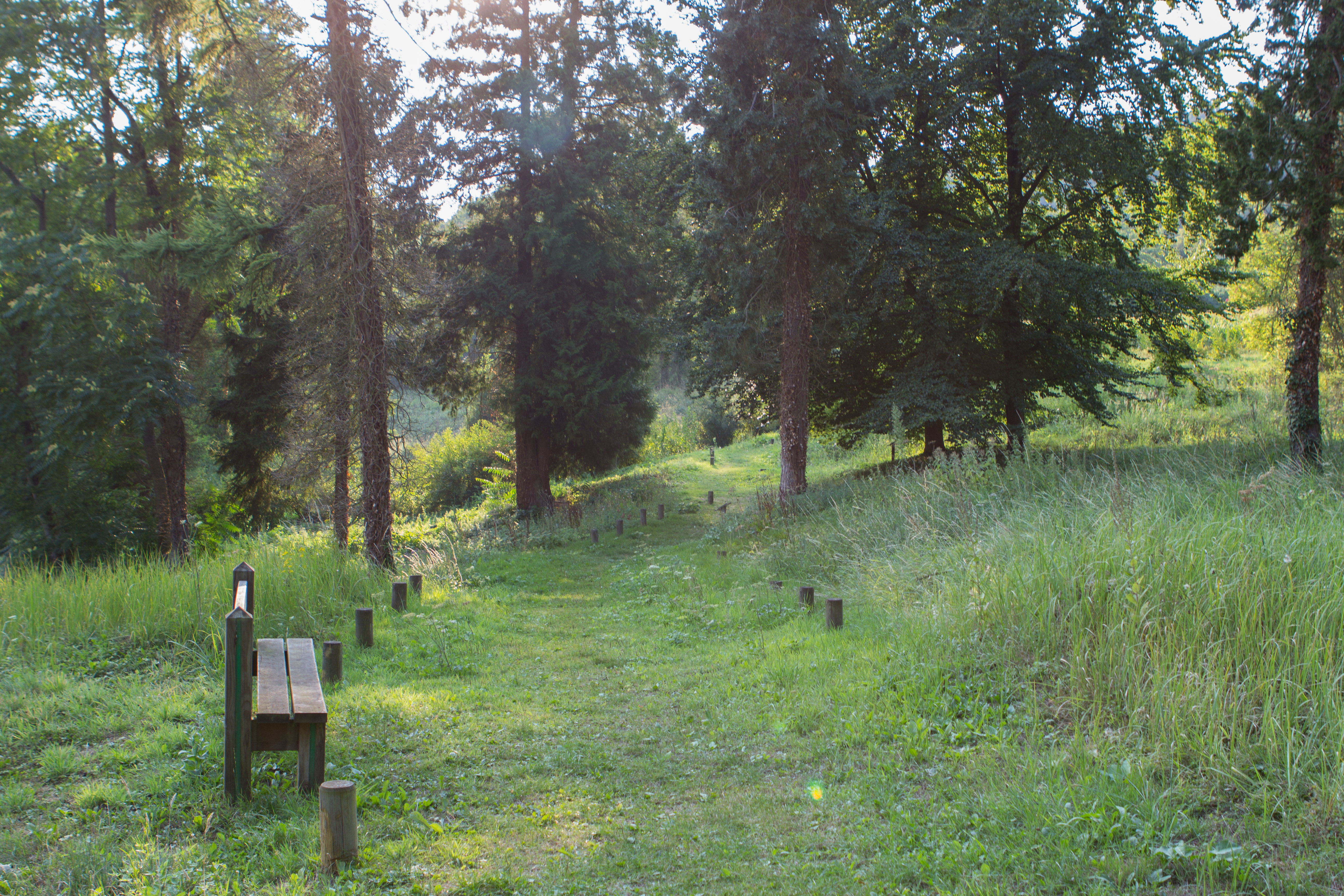
El antiguo Craonne, actual arboreto.

## Colecciones botánicas
Actualmente el arboreto alberga 57 variedades de árboles, junto con paneles de visualización de mapas y fotografías de la antigua aldea.